# Lepidozona pectinulata
Lepidozona pectinulata är en blötdjursart som först beskrevs av Carpenter in Pilsbry 1893.  Lepidozona pectinulata ingår i släktet Lepidozona och familjen Ischnochitonidae. Inga underarter finns listade i Catalogue of Life.